# Hôtel-Dieu de Dole
Pour les articles homonymes, voir Hôtel-Dieu.
L'Hôtel-Dieu de Dole est un ancien établissement hospitalier, construit à partir de 1613, sous la direction du parlementaire Jean Boyvin, à la demande du conseil de ville, à Dole, dans les actuels département du Jura et région Franche-Comté, alors capitale du comté de Bourgogne. L'édifice est agrandi entre 1752 et 1767, ainsi qu'en 1840. Classé au titre des monuments historiques par arrêté du 8 juin 1928, le bâtiment garde son activité hospitalière jusqu'à sa désaffectation en 1992.
Réhabilité entre 1998 et 2000, il abrite désormais les archives municipales, la bibliothèque patrimoniale, la médiathèque centrale de la ville, et la direction des médiathèques de l'agglomération du Grand Dole.

## Historique
Durant le règne d'Isabelle d'Autriche, infante d'Espagne, duchesse de Bourgogne, de Lothier, de Brabant, de Limbourg et de Luxembourg, comtesse de Flandre, d'Artois, de Bourgogne, de Hainaut, de Hollande, de Zélande, de Namur, de Zutphen, marquise du Saint-Empire, dame de Frise, de Salins, de Malines, des pays et cités d'Utrecht et de Groningue, entre 1578 et 1621, Dole, capitale du comté de Bourgogne, sous la domination des Habsbourg, d'abord d'Autriche puis d'Espagne, de 1477 et 1678, est une ville prospère. Elle décide, grandie de la triste expérience du siège de 1479, mis par les troupes du roi de France Louis XI, et constatant l'insuffisance du vieil hôpital du Saint-Esprit, de se doter, le 4 septembre 1609, d'un nouvel hôpital, à l'intérieur de ses remparts, au bord du canal des Tanneurs.
 
Cependant, le conseil de ville se heurte aux résistances du gouverneur espagnol et de la majorité des membres du parlement de Dole réticents de voir réunis pauvres et malades, qui plus est dans un bâtiment construit aux abords immédiats de la porte du Pont, encombrant ainsi l'une des entrées de la ville, et rendant de ce fait moins aisée sa défense.

Finalement, les réticences s'estompent, le 24 février 1612, devant les négociations et la nécessité de cet hôpital, et le conseil de ville reçoit, quatre jours plus tard l'accord d'édification du gouverneur espagnol.

Les fonds nécessaires à la construction sont réunis, en provenance, pour une partie, de la ville et, pour une autre, de legs.
Les terrains sont achetés à mesure entre 1612 et 1661, aux Dames d'Ounans et à plusieurs notables dolois.

La première pierre est posée le 30 mars 1613, par Jean Boyvin, concepteur des plans et président du Parlement de Dole.
  
Le 19 avril 1616, le gouverneur en visite, s'apercevant de la proximité de l'hôpital à l'égout, veut faire démolir l'édifice, mais l'accord donné quatre ans plus tôt et les frais déjà engagés le font revenir sur sa décision.

Le 9 février 1619, un conseil de fabrique est fondé par le magistrat de la ville pour suivre les travaux.

En 1620, l'instabilité du terrain oblige à la réalisation de pilotis, et en 1621, la galerie de l'aile de la rue Bauzonnet doit être refaite à la suite d'un éboulement.

En 1624, une gouvernante et des domestiques accueillent les premiers patients, dans le corps principal.

Vite dépassées, elles font appel aux sœurs hospitalières de la congrégation de Sainte-Marthe des hospices de Beaune, qui prennent le relais le 21 novembre 1663.
  L'avancement des travaux est retardé par les sièges successifs de Dole, par les Français, en 1636, 1668 et 1674.

Lors de ce dernier siège de la ville, le roi de France Louis XIV, confère à l'hôpital le titre d'hôtel-Dieu.
 
L'aile, de la rue Bauzonnet, est achevée en 1686.

En 1687, l'escalier à vis de la cour intérieure est élevé.
 
De 1747 à 1753, la chapelle est érigée à l'angle du corps principal et de l'aile de la rue Bauzonnet, d'après les dessins de l'architecte Antoine-Louis Attiret.
 
En 1752, la chute d'un plafond de l'aile oblige une reconstruction partielle.

En 1760, une petite aile de retour est ajoutée à gauche de la façade principale.

En 1766, la généreuse donation du chanoine Philibert de Persan, permet l'élévation d'un grand escalier suspendu en pierre, en remplacement du l'ancien escalier d'angle sud-ouest, et le clocher de la chapelle reconstruit l'année suivante.
 
En 1840, une nouvelle aile, faisant face à l'aile de la rue Bauzonnet, dite "aile des militaires" est édifiée pour les soldats blessés de l’empereur Napoléon III.

En 1922 l’hôtel-Dieu est rebaptisé hôpital Louis Pasteur, puis classé au titre des monuments historiques par arrêté du 8 juin 1928.
 
En 1973, les patients sont transférés au nouveau CHG Louis Pasteur, avenue Léon Jouhaux, et l’hôtel-Dieu est transformé en centre de gériatrie, jusqu'en 1992.

Réhabilité depuis 1998, l'édifice abrite, depuis 2000, les archives municipales, la bibliothèque et la médiathèque de la ville.

## Architecture

### Description générale
Le sol de l'emplacement étant meuble, les fondations de l'édifice sont partiellement établies sur pilotis.

Les bâtiments sont disposés en U, sur trois niveaux, autour d'une cour bordée de galeries de circulation à arcades.
 
L'ensemble est érigé dans un style Renaissance, y compris les ailes du XVIIIe siècle et du XIXe siècle.

### Apothicairerie

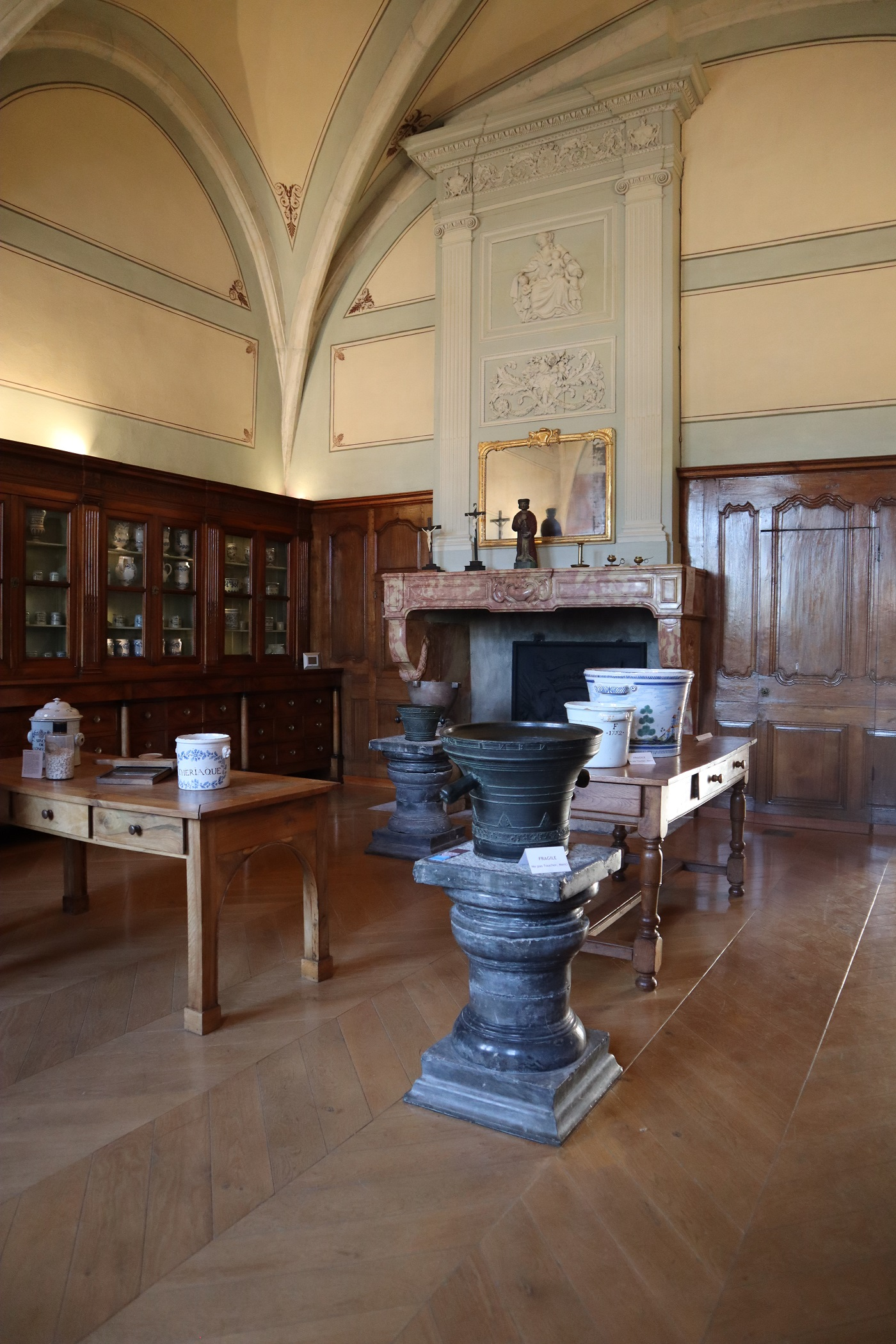
L'apothicairerie.

L'apothicairerie est, à l'époque, le lieu de fabrication, de conservation et de vente des médicaments fournis à la fois aux patients et aux autres habitants de la ville.

La pièce comporte de grandes voûtes, et ses murs, peints en bleu, avec des panneaux blancs aux bordures dorées, sont occupés par un continuum de rangements, renfermant substances minérales et végétales, dans les placards et tiroirs inférieurs, et médicaments, dans plus de 150 pots de faïence, dans les vitrines supérieures.

Ces contenants (piluliers, bouteilles, chevrettes, pots canons...), arborant un camaïeu bleu sur fond blanc, datant du XVIIIe siècle, sont l'œuvre de l'atelier dolois du faïencier nivernais Jacques Coste.
 
La pièce comporte encore une imposante cheminée, en marbre rose de Sampans, et au manteau comportant un relief du XIXe siècle, représentant une allégorie de la charité, ainsi qu'une corne d'abondance.

Devant le foyer, sont enfin plusieurs gros mortiers en bronze, datant du XIXe siècle.

### Bureau de la mère supérieure
Le bureau de la mère supérieure, aussi appelé "bureau de la maîtresse", est à l'époque le lieu qui rythme la cadence quotidienne de l'hôtel-Dieu. Y sont, entre autres choses, tenus de rigoureux comptes, soumis au conseil de direction de l'établissement, instauré le 5 juillet 1619, composé du procureur-général au parlement, du vicomte-mayeur (maire), de deux conseillers du parlement, du doyen de la collégiale, d'un chanoine élu par le chapitre, de deux échevins et de deux notables.
  
La pièce est décorée de boiseries. Y sont actuellement exposés un bureau et un fauteuil du XVIIIe siècle, ainsi que plusieurs ustensiles médicaux et une trousse de chirurgien du XIXe siècle, en vitrine. 
Cette dernière aurait appartenu à Dominique Larrey, chirurgien-en-chef de la Grande Armée.

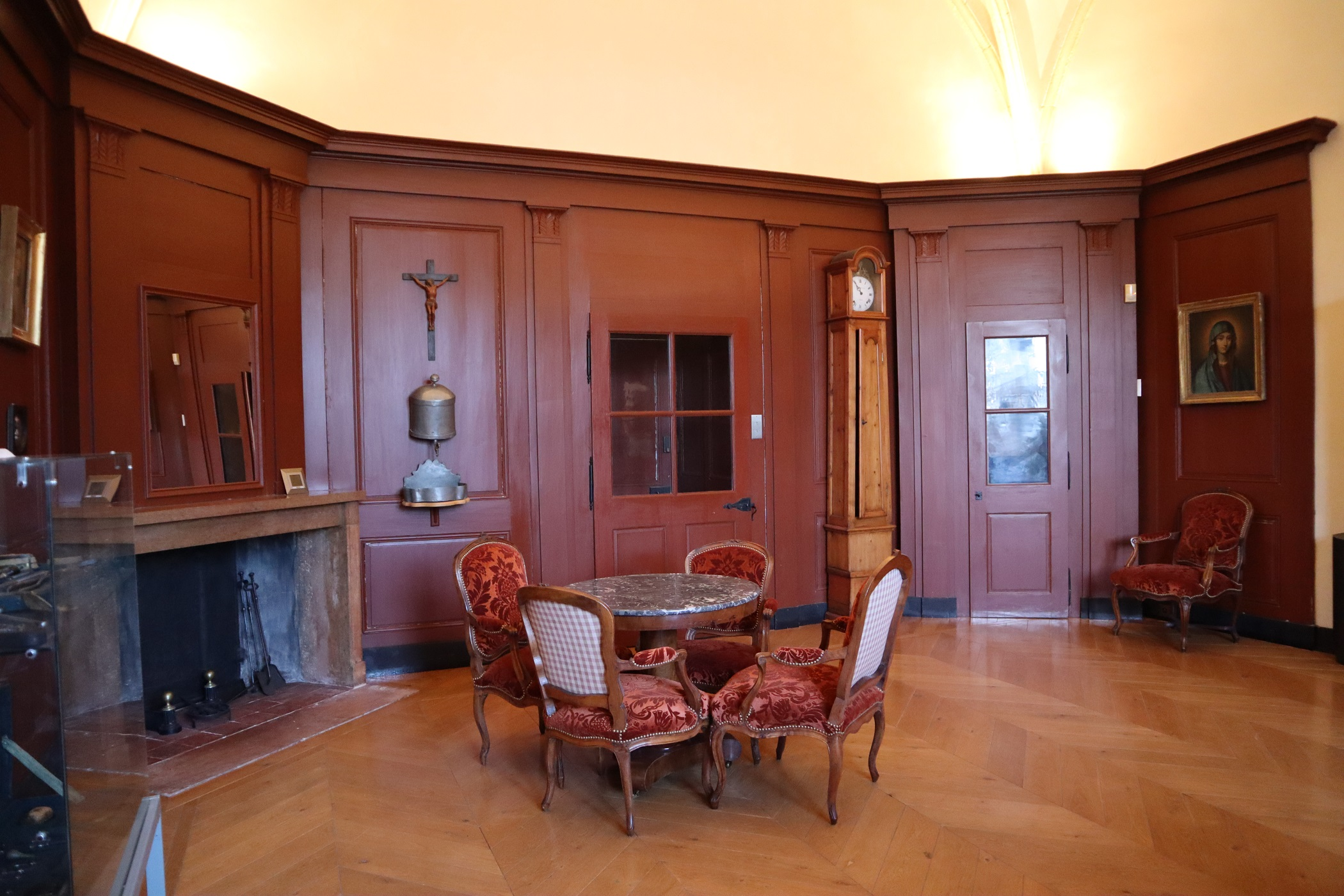
Bureau de la mère supérieure.

### Cuisines
De l'époque de l'hôtel-Dieu, les cuisines ne conservent plus qu'une imposante cheminée, un puits situé à l'angle sud-ouest, et quelques éléments de vaisselle en cuivre et en étain, exposés en vitrine.

### Escalier d'honneur

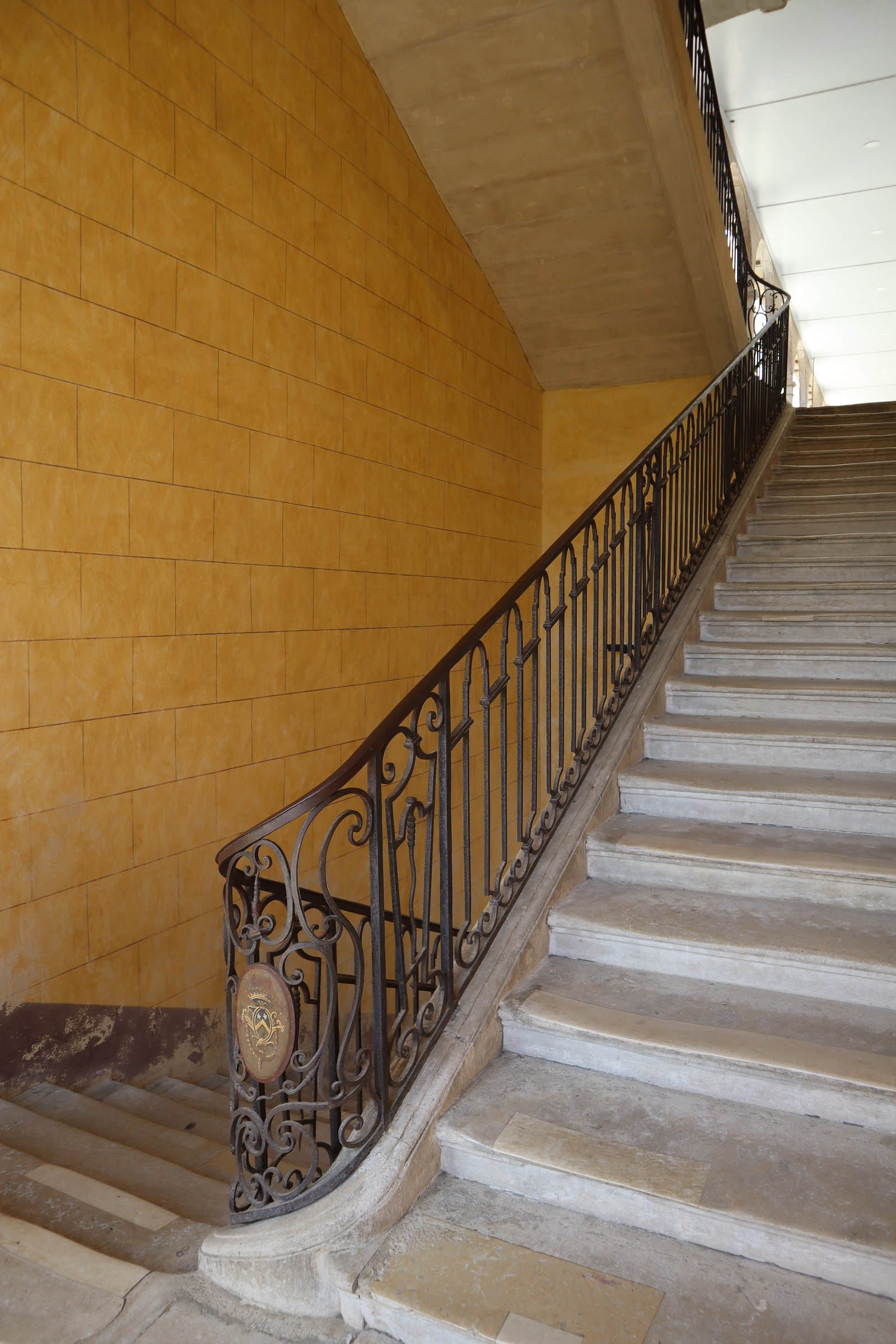
L'escalier d'honneur.

L'escalier d'honneur est élevé en 1766, grâce au généreux don du chanoine Philibert de Persan, en remplacement d'un plus modeste escalier d'angle situé au sud-ouest.

Il se compose de pierre rose et a la particularité d'être suspendu, grâce aux voûtes qui supportent plusieurs piliers.
Les armes de la famille de Persan figurent sur des médaillons ornant sa balustrade.

### La chapelle
Les dessins de la chapelle sont de la main d'Antoine-Louis Attiret. Ils établissent un autel central, sous un dais soutenu par une colonnade baroque.

L'autel est sculpté dans les pierres de Sampans et de Mignovillard, par le marbrier Henri Barbaroux.

Le dais et la colonnade, en bois, sont réalisés par le menuisier, André Attiret, père de l'architecte, puis sont peints en faux-marbre.

Les peintures et les vitraux sont refaits au cours du XIXe siècle. Le vitrail de gauche représente saint Vincent de Paul, tenant un enfant, et celui de droite représente sainte Marthe, ayant terrassé la Tarasque.

### Les jardins
Les jardins s'inscrivent dans le registre des jardins à la française, composés de buis en haie et de ifs en cône et d'un tilleul ; la cour avant était aussi très arborée, l'accès se faisait par un portail datant du XIXe aujourd'hui disparu situé côté de l'actuelle rue Bauzonnet.

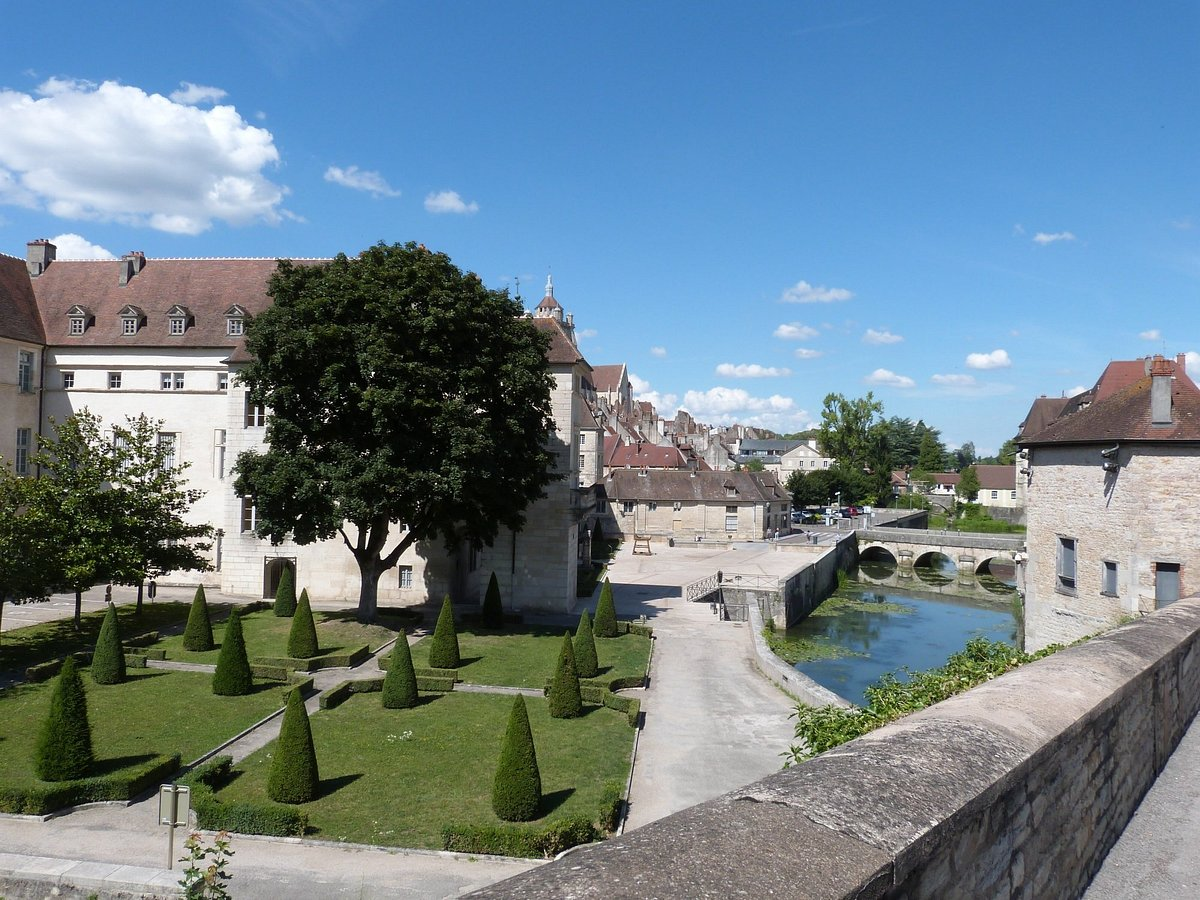
Les jardins à la française de l'Hôtel Dieu

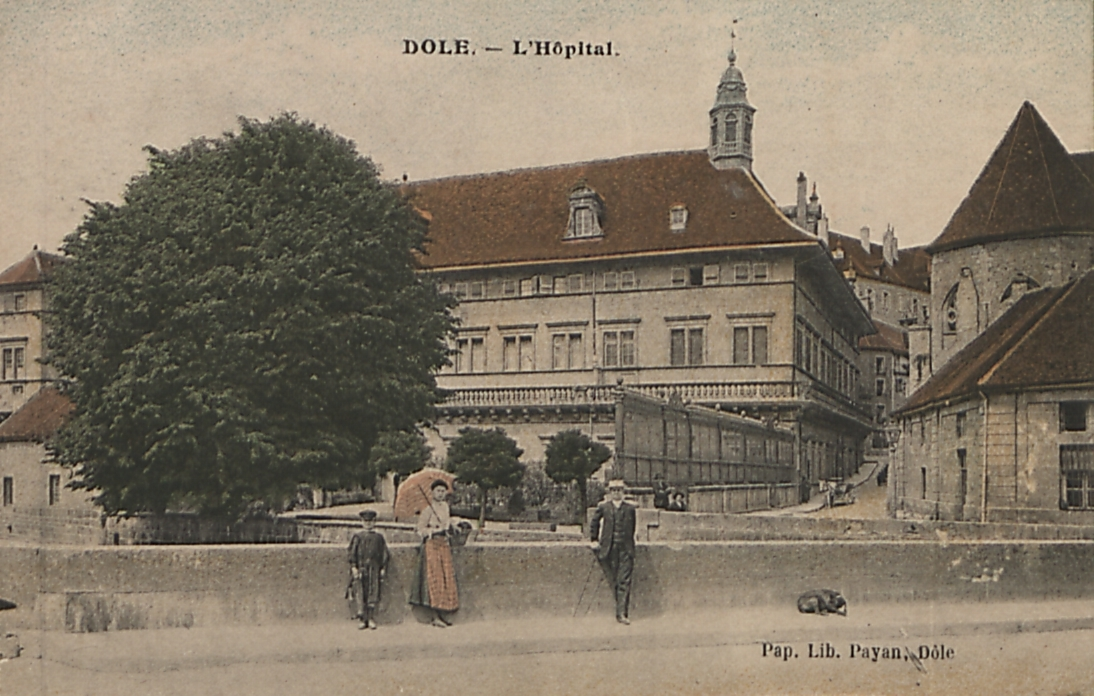
Le portail de l'Hôtel Dieu aujourd'hui disparu

## Occupation des bâtiments

### Au temps de l'hôtel-Dieu
Longeant le rempart, un potager permet aux sœurs de cultiver les fruits et légumes nécessaires à l'alimentation des patients.

La cour intérieur sert, jusqu'au XIXe siècle, de jardin médicinal et arbore encore un imposant puits central, et un escalier à vis, permettant l'accès à l'étage de l'aile de la Rue Bauzonnet.

Le rez-de-chaussée est occupé par les espaces de services, tels que le bureau de la mère supérieure, l'apothicairerie (avec une collection de plus de 150 pots en faïence de faction doloise, datant du XVIIIe siècle, les cuisines, le réfectoire, la boulangerie, la cuverie, le cellier, etc., dans le corps principal et l'aile de la Rue Bauzonnet.
Au premier étage, le corps principal est occupé par la chambre Saint-Joseph, réservée aux hommes pouvant payer leur isolement, et la salle Saint-Louis, allouée aux autres hommes; et l'aile de la rue Bauzonnet, par la chambre Sainte-Marthe, réservée aux femmes pouvant payer leur isolement, et la salle Notre-Dame, allouée aux autres femmes. La chapelle, située au point de jonction des deux salles communes, ouvre sur les deux pièces, permettant aux malades des deux sexes de suivre la messe depuis leur lit, sans se mélanger.
 
L'aile des militaires est occupée par une salle réservée aux soldats.
Enfin, le deuxième étage est occupé par les chambres des sœurs.

### Aujourd'hui
L'Hôtel-Dieu de Dole abrite à présent les archives municipales, la bibliothèque patrimoniale, la médiathèque centrale de la ville, et la direction des médiathèques de l'agglomération du Grand Dole.
Au rez-de-chaussée, seuls le bureau de la mère supérieure, l'apothicairerie et les cuisines sont encore visibles en l'état, dans le corps principal. 
Le rez-de-chaussée de l'aile de la rue Bauzonnet est, quant à lui, occupé par une salle d'exposition permanente et les salles d'animation de la médiathèque.
Celui de l'aile des militaires abrite de petites salles utilisées par des associations, telles que le cercle de généalogie.  
Au premier étage, le corps principal est occupé par la médiathèque et ses espaces destinés aux adultes et à l'accueil des publics.
L'aile de la rue Bauzonnet est occupée par l'espace lettres et ses collections qui comprend la salle des passerelles. La chapelle est encore visible mais non accessible.
Au deuxième étage, le corps principal est occupé par la médiathèque et ses espaces destinés à la jeunesse et aux collections musicales et vidéo.
Au troisième étage, le corps central est occupé par les bureaux de la médiathèque de l'Hôtel-Dieu et par les services centraux et la direction des médiathèques de l'agglomération du Grand Dole. L'aile des militaires, par ceux du service des archives municipales et de la bibliothèque patrimoniale.